# كالتشاكي

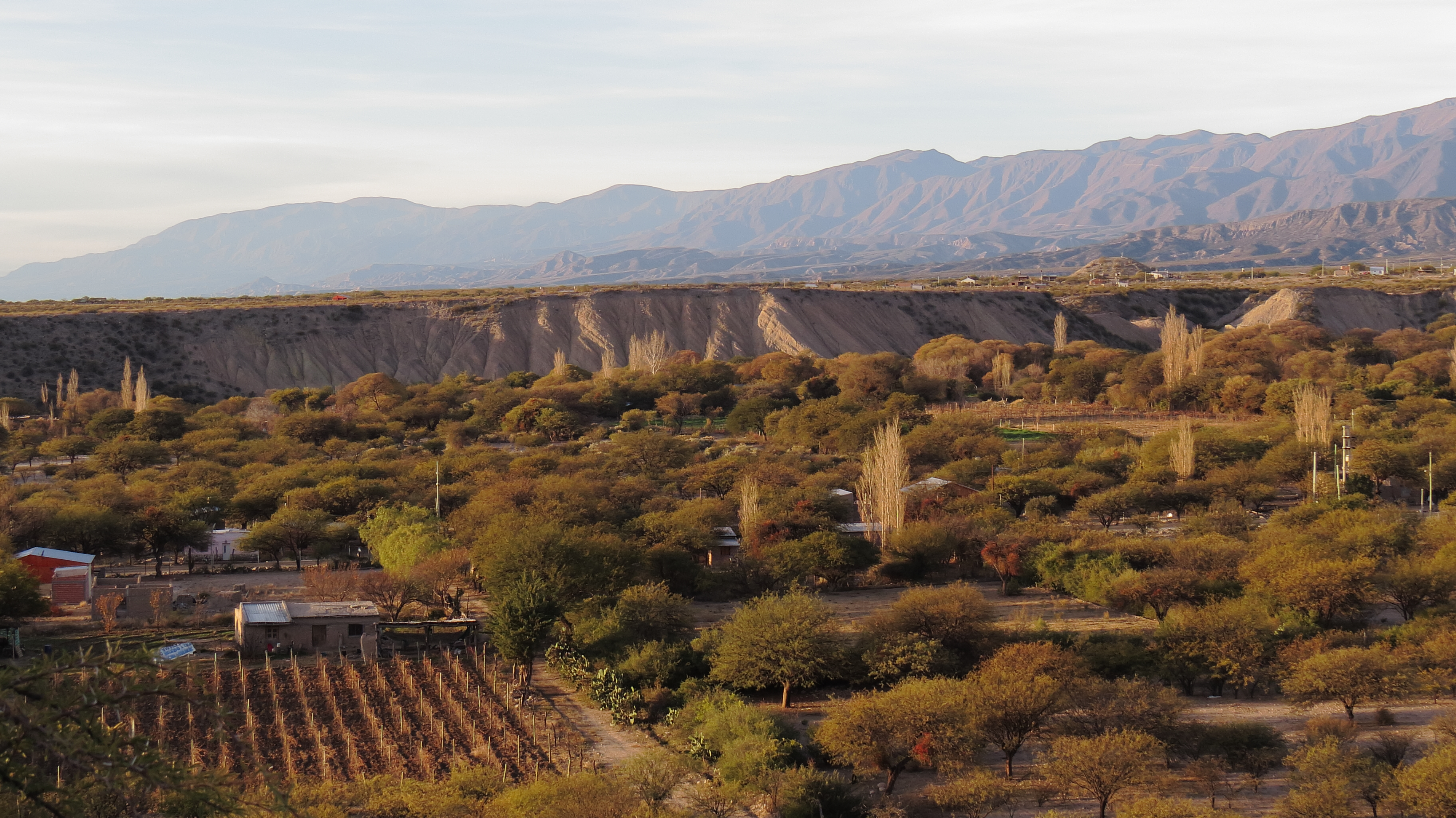
أمايتشا ديل فالي عند غروب الشمس

كالتشاكي هي قبيلة هندية من مجموعة دياغيتا كانت تعيش في شمال الأرجنتين في أمريكا الجنوبية، وهي الآن منقرضة. تظهر الأحجار والآثار الأخرى أنهم كانوا على مستوى مرتفع من الحضارة، وأبدوا مقاومة قوية للمستوطنين الإسبان الأوائل الذين قدموا من تشيلي. 
كانوا يتكلمون لغة تعرف باسم كاكان، والتي انقرضت في منتصف القرن السابع عشر أو بداية القرن الثامن عشر. لا يعرف تصنيفها التاريخي بشكل واضح. يقال أن الراهب اليسوعي ألونثو دي بارثينا قام بتسجيل اللغة، ولكن المخطوطة ضاعت. 
ذكر فريدريك راتزل في كتابه «تاريخ البشرية» عام 1896 أنه توجد قطع فخار بين الكالتشاكي تحمل رسومات لطيور وزواحف ووجوه بشرية تذكّر بأعمال الشعوب البيروفية وشعب الملايو. كانت أغلب تقنيات الكالتشاكي تعود إلى العصر البرونزي.